# Los Toldos (Buenos Aires)
Los Toldos es una ciudad argentina del noroeste de la provincia de Buenos Aires, cabecera del partido de General Viamonte, originada en la toldería mapuche instalada por el lonco Ignacio Coliqueo en la segunda mitad del siglo XIX. Fue fundada por Electo Urquizo. En 1902 es común encontrar que se denomina erróneamente a la ciudad con el nombre del partido, lo cual se encuentra incluso en algunas leyes de la provincia y varias publicaciones oficiales que se refieren a la localidad como General Viamonte; sin embargo, el nombre de Los Toldos fue inequívocamente confirmado en 1985 por la Legislatura Provincial mediante la ley N.º 16282. 
Los Toldos se ubica a 342 km de la ciudad de La Plata, la capital provincial.

## Ubicación geográfica
La ciudad de Los Toldos se encuentra en el partido de General Viamonte, ubicado al noroeste de la provincia de Buenos Aires, lindando con los partidos bonaerenses de Junín, Bragado, 9 de Julio y Lincoln.
La rodean distintas localidades:
- Norte: Junín, Baigorrita, Zavalía, La Delfina
- Sur: Chancay, 9 de Julio
- Oeste: Lincoln, Estación Quirno Costa, Eduardo O'Brien
- Este: Bragado, San Emilio

## Población
Cuenta con 14 496 habitantes (Indec, 2010), lo que representa un incremento del 7,68 % frente a los 13 462 habitantes (Indec, 2001) del censo anterior.
| Gráfica de evolución demográfica de Los Toldos entre 1914 y 2010 |
|                                                                  |
| Fuentes: INDEC                                                   |

## Desarrollo
Como la mayoría de las ciudades y pueblos del interior de la provincia de Buenos Aires, Los Toldos basa su economía en la producción agropecuaria. Existen emprendimientos industriales, productivos y de servicios. El Partido de General Viamonte es miembro del Corredor Productivo del Noroeste Bonaerense (CoProNoBa). Hacia finales de 1997 se produjo la apertura de una zona industrial planificada sobre una superficie de 60 hectáreas.
Diversas obras públicas en vías de ejecución acompañan las iniciativas privadas en cuanto a construcción, funcionamiento de entidades y organismos con objetivos específicos, que procuran de conjunto, la consolidación de una ciudad típica de la pampa húmeda, generosa en vertientes tradicionalistas desde su nacimiento.

## Toponimia
Cuando en 1908 se creó el partido, el gobierno le dio el nombre de Los Toldos, a pesar de varias propuestas diferentes. En 1910 los legisladores cambiaron el nombre del partido por el de "General Viamonte", no así el del pueblo como se desprende de las actas de la Legislatura de la Provincias.
La confusión de los nombres (General Viamonte o Los Toldos) se institucionaliza cuando el texto de la Ley 5187 del año 1947, dice en su artículo 1.º, "Declárese ciudad al pueblo de General Viamonte cabecera del partido de General Viamonte". No hubo discusión sobre el nombre, el único objetivo era elevar el pueblo natal de Eva Perón al rango de ciudad. Se redactó a propósito de esta forma para evitar oposición al virtual cambio de denominación.
Lentamente, ayudado por la revalorización de la cultura indígena y la toma de conciencia de la importancia de las "raíces", nació en los pobladores la convicción de que Los Toldos no debía llamarse General Viamonte y en 1985 en Concejo Deliberante votó de común acuerdo un proyecto de ley para que se restituyera el nombre histórico de la ciudad.
Por Ley 16282 de ese mismo año, "...la ciudad cabecera del partido de General Viamonte se denominará "Los Toldos"...".
Así se cumplió y se cumplirá lo que dijo su fundador: "LOS TOLDOS SERÁ SU NOMBRE".

## Mapuches
Existe una importante colonia mapuche descendiente de este pueblo trasandino que cruzó la cordillera en el siglo XIX.
En 2005 seguía existiendo una zona geográfica del imaginario popular, designando como "La Tribu" a determinadas regiones del partido, que efectivamente fueron de la nación mapuche, aunque los originarios reales de estas tierras fueron comunidades pámpidas y querandíes. No existe ninguna agrupación poblacional que los reúna. La Tribu debe su nombre a un terreno de unas 15 000 ha que le fue entregado por el gobierno en 1866 al lonco Cacique Ignacio Coliqueo para que allí se estableciera con su tribu.
Durante muchas décadas la tierra fue comunal y el cacique del momento distribuía las tierras según las necesidades de las familias. Con el tiempo, cada familia fue delimitando sus terrenos y se reconocía su "propiedad" sin que tuvieran un título legal. Finalmente hubo gente bienintencionada que logró que cada familia recibiera el título de propiedad de las escasas hectáreas que les habían sido asignadas tiempo antes. Luego muchos de ellos vendieron sus tierras y si bien se intenta mantener la cultura mapuche, los miembros de la tribu se desperdigaron por distintos lugares. En donde funcionó por varias décadas un convento de monjas de origen italiano que hicieron grandes progresos fomentando el tejido en telares y otras artesanías, hoy funciona un centro cultural mapuche.
En el Monasterio Benedictino Santa María de Los Toldos que se encuentra sobre la RP 65 hacia 9 de Julio hay un museo cuyo tema principal es la historia del Cacique Ignacio Coliqueo.

## Patrimonio
Como lugares de interés para conocer y visitar se encuentran el Parque Balneario Municipal, el carnaval de Los Toldos, el Centro Cultural Ever "Bolita" Ruquet, la laguna La Azotea o Rehue, Museo Casa Natal María Eva Duarte de Perón, el monasterio benedictino Santa María de Los Toldos, el Monumento al Indio, la plaza Bernardino Rivadavia, la iglesia Nuestra Señora del Pilar, el Monasterio de la Transfiguración de las Hermanas Benedictinas de Tutzing, el Museo de Artes e Historia de Los Toldos, el Aeroclub General Viamonte y el Vivero Escuela de Educación Especial N.º 501, entre otros.

## Personas destacadas

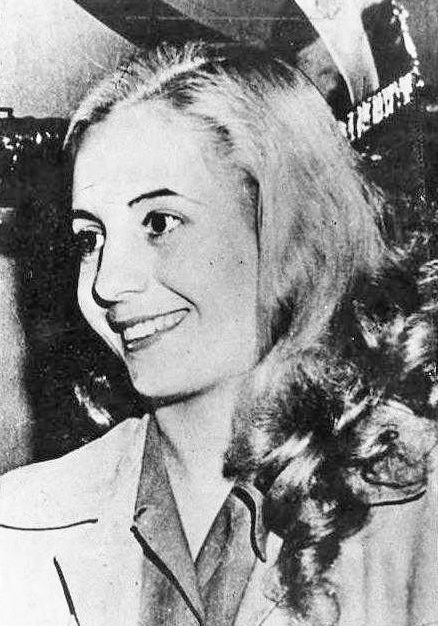
Eva Perón.

- Eva Perón (1919-1952), actriz y dirigente política.
- Ignacio Coliqueo (1786-1871), lonco original de la comunidad mapuche.
- Boris Elkin (1905-1952), poeta y periodista.
- Edda Adler (1937-2019), química y bióloga.
- Carlos Torres Vila (1946-2010), cantante folclórico.
- Eduardo Molina (n. 1946), cantante folclórico.
- Mamerto Menapace (1942-2025), monje benedictino y escritor.
- Beatriz Pichi Malen (n. 1953), cantante folclórica.
- Saúl Lisazo (n. 1956), actor y exfutbolista.
- Juan José Fontana Ottonello (n. 1935) Filósofo, bancario, trotamundos de la provincia de Buenos Aires y escritor.
- Nicolás Sartori (n. 1976), exfutbolista.

## Películas
- Delfin
- Casa Coraggio